# Maâtkarê (fille de Psousennès II)
Pour les articles homonymes, voir Maâtkarê (homonymie).
Maâtkarê est la fille de Psousennès II, dernier pharaon de la XXIe dynastie, elle épouse Osorkon Ier, pharaon d'origine libyenne de la XXIIe dynastie.

## Généalogie
Maâtkarê est une reine à la charnière des XXIe et XXIIe dynasties. Elle est en effet la fille de Psousennès II, dernier roi de la XXIe dynastie, et l'épouse et la mère de respectivement Osorkon Ier, deuxième roi de la XXIIe dynastie, et de Sheshonq, grand prêtre d'Amon à Thèbes sous le règne d'Osorkon Ier. Le nom de sa mère n'est toutefois pas connu.
Elle a parfois été considérée comme étant la mère de Sheshonq II, roi obscur de la XXIIe dynastie, car il était identifié au grand prêtre d'Amon Sheshonq. Cette hypothèse, ancienne, a depuis été abandonnée : les descendants de Sheshonq ne l'ont jamais considéré comme étant un roi, et sa mère Maâtkarê n'a jamais porté le titre de « Mère du Roi ».

## Attestations
Maâtkarê est connue par plusieurs sources. Sa statuette, dont seule la base avec une paire de pieds est conservée à Marseille au Musée Borély (no. 432), pourrait être une pièce réutilisée du Nouvel Empire. Une statue du dieu du Nil - aujourd'hui au British Museum (BM 8) - a été dédiée par son fils Sheshonq, où il cite ses parents comme étant Osorkon Ier et Maâtkarê. Maâtkarê est appelée la « Fille du Roi de ... Hor-Psousennès II, aimée d'Amon ». Sur une statue de la cachette de Karnak (maintenant au Musée égyptien du Caire CG 42194), également dédiée par son fils Sheshonq, Maâtkarê a les titres de « Prophétesse d'Hathor », « Dame de Dendérah », «  Mère du Dieu Harsomtous », et « Fille du Roi ». Une inscription de Karnak sur le septième pylône nomme une femme appelée Maâtkarê, fille du roi Psousennès II, aimée d'Amon, et on pense généralement qu'il s'agit de Maâtkarê.